# Monroe County (Michigan)
Monroe County is een county in de Amerikaanse staat Michigan.
De county heeft een landoppervlakte van 1.427 km² en telt 145.945 inwoners (volkstelling 2000). De hoofdplaats is Monroe.

## Bevolkingsontwikkeling

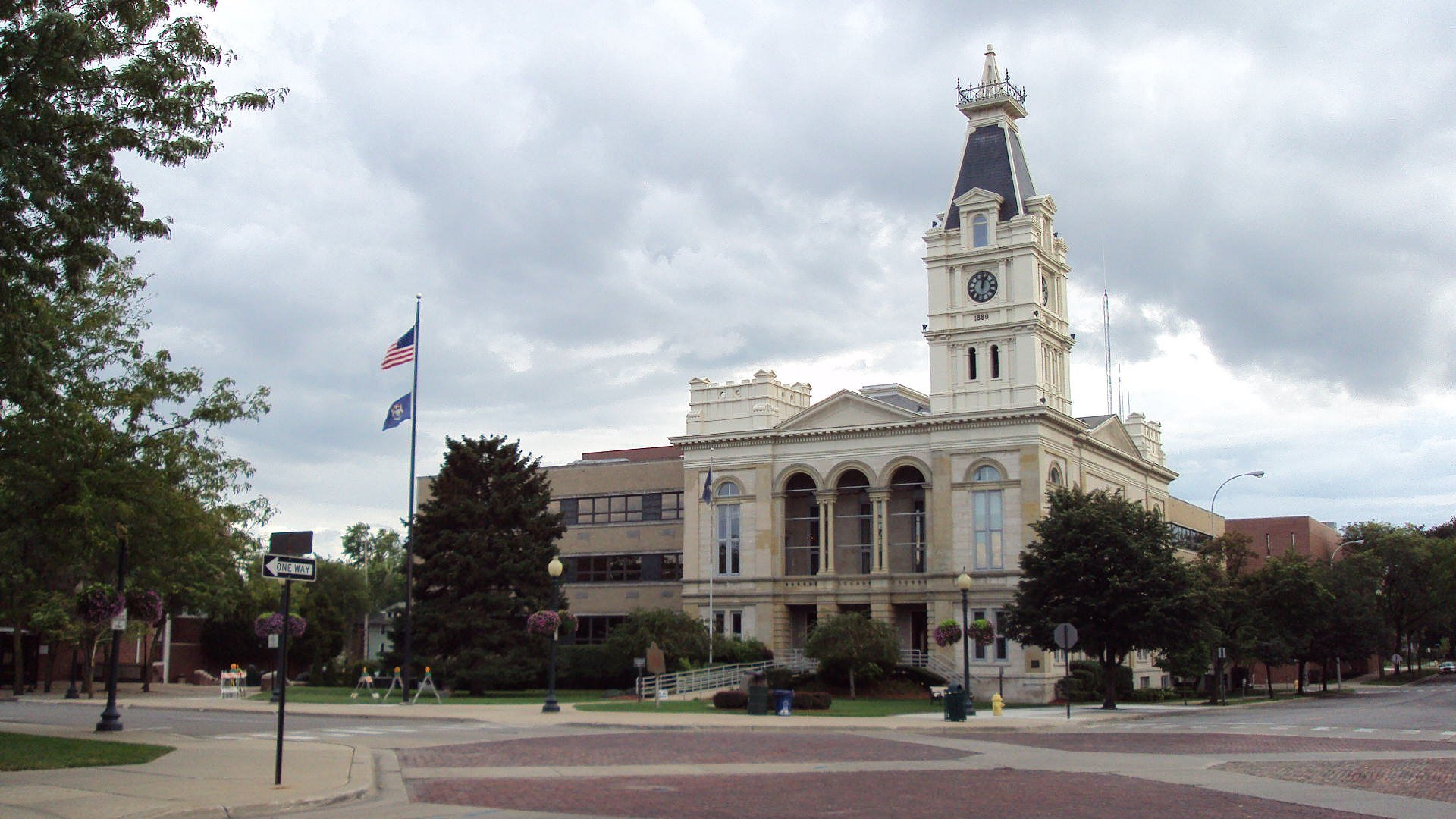
Monroe County Courthouse